# Ichneumon xanthogastrius
Ichneumon xanthogastrius är en stekelart som beskrevs av Franz Paula von Schrank 1802. Ichneumon xanthogastrius ingår i släktet Ichneumon och familjen brokparasitsteklar. Inga underarter finns listade i Catalogue of Life.